# مورگان متریالز
مورگان متریالز (انگلیسی: Morgan Materials) شرکت مصالح ساختمانی بریتانیایی است، که در سال ۱۸۵۶ تأسیس شد.